# Dengeki G's Comic
Dengeki G's Comic (電撃G'sコミック Dengeki Jīzu Komikku?) es una revista japonesa de manga seinen publicada por ASCII Media Works. La revista fue publicada por primera vez digitalmente el 9 de agosto de 2012 con el volumen 0; y comenzó la publicación mensual con la siguiente edición lanzada el 15 de octubre de 2012. Desde abril de 2013 a abril de 2014, la revista fue lanzada quincenalmente. Dengeki G's Comic comenzó a ser publicada mensualmente con la impresión de la edición de junio de 2014 vendida el 30 de abril de 2014.

## Mangas serializados
| Título                                        | Autor                | Ilustrador           | Issue run                           |
| --------------------------------------------- | -------------------- | -------------------- | ----------------------------------- |
| Angel Beats! Heaven's Door                    | Jun Maeda            | Yuriko Asami         | Junio de 2014 – en curso            |
| Charlotte The 4-koma: Seishun o Kakenukero!   | Jun Maeda            | Haruka Komowata      | Mayo de 2015 – en curso             |
| Daitoshokan no Hitsujikai                     | August               | Akane Sasaki         | Junio de 2014 – enero de 2015       |
| Idolising!                                    | Sakaki Hirozawa      | Shinnosuke Fujishima | Junio de 2014 – septiembre de 2014  |
| Idolising Gaiden: Orin Rising!                | Sakaki Hirozawa      | Chiruwo Kazahana     | Junio de 2014 – septiembre de 2014  |
| Little Busters! End of Refrain                | Key                  | Zen                  | Junio de 2014 – enero de 2015       |
| Little Busters! EX The 4-koma                 | Key                  | Yūya Sasagiri        | Junio de 2014 – diciembre de 2014   |
| Love Live!                                    | Sakurako Kimino      | Arumi Tokita         | Junio de 2014 – en curso            |
| Love Live! School Idol Diary                  | Sakurako Kimino      | Masaru Oda           | Junio de 2014 – en curso            |
| Netoge no Yome wa Onna no Ko Janai to Omotta? | Shibai Kineko        | Kazui Ishigami       | Agosto de 2014 – septiembre de 2018 |
| Ore no Kōhai ga Konna ni Kawaii Wake ga Nai   | Tsukasa Fushimi      | Sakura Ikeda         | Junio de 2014 – julio de 2015       |
| Plastic Memories: Say to Good-bye             | Naotaka Hayashi      | Yūyū                 | Junio de 2015 – en curso            |
| Rewrite: Side-B                               | Key                  | Sakana Tōjō          | Junio de 2014 – julio de 2015       |
| Ro-Kyu-Bu!                                    | Sagu Aoyama          | Yūki Takami          | Junio de 2014 – en curso            |
| Sakura-sō no Pet na Kanojo                    | Hajime Kamoshida     | Hōki Kusano          | Junio de 2014 – julio de 2015       |
| Sengoku Koihime: Otome Kenran Sengoku Emaki   | BaseSon              | Yukino Amagai        | Junio de 2014 – en curso            |
| Sword Art Online: Caliber                     | Reki Kawahara        | Shii Kiya            | Septiembre de 2014 – en curso       |
| Sword Art Online: Progressive                 | Reki Kawahara        | Kiseki Himura        | June 2014 – en curso                |
| Tenshi no 3P!                                 | Sagu Aoyama          | Yuzu Mizutani        | Julio de 2014 – en curso            |
| The Awakened Fate Ultimatum                   | Nippon Ichi Software | Peke                 | Noviembre de 2014 – mayo de 2015    |
| Washio Sumi wa Yūsha de Aru                   | Takahiro             | Mottsun*             | Agosto de 2014 – en curso           |
| Yagate Maken no Alicebell                     | Chūgaku Akamatsu     | Gekka Urū            | Junio de 2014 – en curso            |
| Yūki Yūna wa Yūsha de Aru                     | Takahiro             | Tōko Kanno           | Febrero de 2015 – en curso          |